# Lac-Delage
Lac-Delage es una localidad con el estatus de ciudad en la provincia de Quebec, Canadá. Es una de las ciudades que conforman la Comunidad Metropolitana de Quebec y se encuentra en el condado regional de La Jacques-Cartier y a su vez, en la región administrativa de la Capitale-Nationale. Hace parte de las circunscripciones electorales de Chauveau a nivel provincial y de Portneuf a nivel federal.

## Geografía
Lac-Delage se encuentra ubicada en las coordenadas 46°58′00″N 71°24′00″O / 46.96667, -71.40000. Según Statistics Canada, tiene una superficie total de 1,52 km² y es una de las 1135 municipalidades en las que está dividido administrativamente el territorio de la provincia de Quebec.

## Demografía
Según el censo de 2011, había 598 personas residiendo en esta localidad con una densidad poblacional de 393,9 hab./km². Los datos del censo mostraron que de las 530 personas censadas en 2006, en 2011 hubo un aumento poblacional de 68 habitantes (12,8%). El número total de inmuebles particulares resultó de 243 con una densidad de 159,87 inmuebles por km². El número total de viviendas particulares que se encontraban ocupadas por residentes habituales fue de 228.